# Ostrów Mazowiecka
Ostrów Mazowiecka ([ˈɔstruf ˌmazɔˈvʲjɛʦ̑ka], anhörenⓘ) ist eine Kreisstadt in Polen in der Woiwodschaft Masowien, Sitz des Powiat Ostrowski und der Gemeinde Ostrów Mazowiecka. Die Stadt liegt im nordöstlichen Teil der Woiwodschaft Masowien an der Schnellstraße S8 und der Schnellstraße S61. 

## Geschichte
Erstmals erwähnt wurde die Stadt 1410. Im Jahre 1434 wurden dem Ort von Herzog von Masowien Bolesław IV. die Stadtrechte verliehen. 1514 erhielt die Stadt das Privileg, vier Jahrmärkte und einen Wochenmarkt zu veranstalten. Durch dieses Privileg konnte sich die Stadt rasant entwickeln. In der zweiten Hälfte des 16. Jahrhunderts hatte die Stadt bereits über 3 Tsd. Einwohner. Im 17. Jahrhundert stagnierte die Entwicklung der Stadt aufgrund zahlreicher Kriege und war vor allem von ständigem Wiederaufbau geprägt. In dieser Zeit kam es auch verstärkt zu einer Zuwanderung von Juden.
Im Ersten Weltkrieg erlitt die Stadt keine Schäden. Im Zweiten Weltkrieg lag die Stadt im deutsch besetzten Gebiet. Am 9. November 1939 zerstörte ein durch die Besatzer gelegter Brand große Teile des Stadtkerns. Der Gauleiter von Ostpreußen, Erich Koch, hatte mit dem Höheren SS und Polizeiführer Ost, Friedrich-Wilhelm Krüger, verabredet, Ostrów Mazowiecka in Brand zu stecken und den Juden die Schuld zu geben. Durch das Reserve-Polizei-Bataillon 91 und eine Kompanie des Reserve-Polizei-Bataillons 11 wurden daraufhin am 11. November 1939 die jüdischen Einwohner der Stadt, die noch nicht über die in der Nähe verlaufende deutsch-sowjetische Grenze geflohen waren, insgesamt 156 Männer sowie 208 Frauen und Kinder, nach anderen Angaben ca. 500 Personen, erschossen.
Nach dem gescheiterten Attentat auf Hitler nahm sich der Mitverschwörer Henning von Tresckow am 21. Juli 1944 in der Nähe von Ostrów Mazowiecka das Leben, um nicht der Gestapo in die Hände zu fallen.
Die Nachkriegszeit war vom Wiederaufbau geprägt. Zu dieser Zeit kam es zur starken Industrialisierung der Stadt.
Von 1975 bis 1998 gehörte die Gemeinde zur Woiwodschaft Ostrołęka.

## Verwaltung
Die Stadt Ostrów Mazowiecka bildet eine eigenständige Stadtgemeinde (gmina miejska).

## Kultur und Sehenswürdigkeiten

### Theater
- Scena Kotłownia (Szene Heizhaus)

### Bauwerke
- Maria-Himmelfahrt-Kirche (Ende des 19. Jahrhunderts)
- Rathaus (1927)
- Volksbankgebäude (1926)

## Wirtschaft und Infrastruktur

### Ansässige Unternehmen
- Forte – Möbelhersteller
- Ostrowia – Molkerei
- Alpla – Kunststoffverarbeitung
- Krüger Polska – Lebensmittelhersteller
- Zurad – Elektronik
- Prefabet – Betonfertigteile
- Schneider – Metallverarbeitung

## Städtepartnerschaften

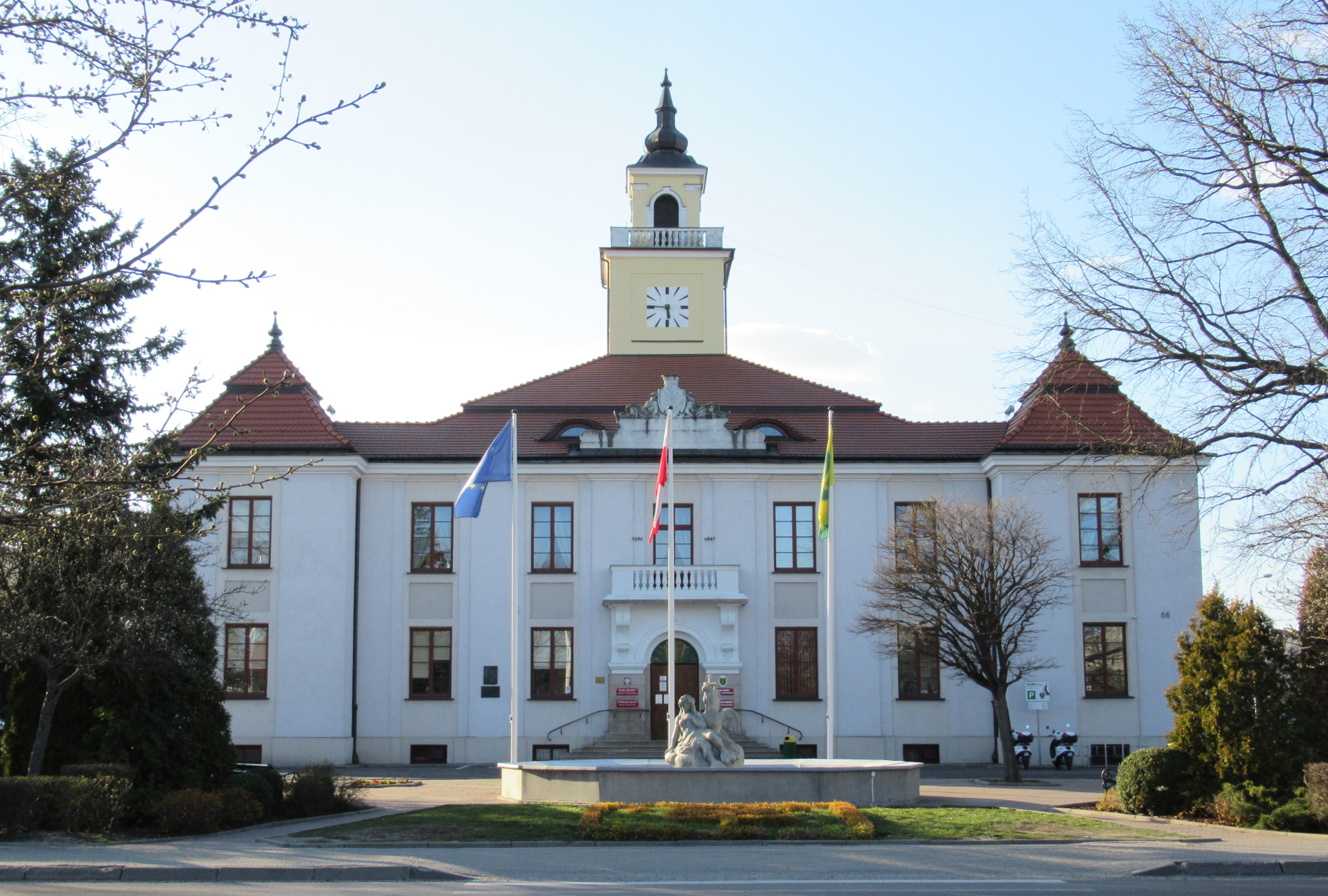
Rathaus

Ostrów Mazowiecka listet drei Partnerstädte auf:
- Brembate di Sopra, Italien
- Isjaslaw, Ukraine
- Rjasan, Russland

## Persönlichkeiten
- Bernard Napieralski (1861–1897), Chemiker
- Jerzy Bordziłowski (1900–1983), sowjetisch-polnischer General
- Janina Abramowska (* 1933), Literaturhistorikerin und -theoretikerin
- Janusz Czerwiński (* 1936), Handballspieler, -trainer und -funktionär, Universitätsprofessor
- Beata Mazurek (* 1967), Politikerin (PiS)